# Bordtennis under sommer-OL 2016
 Bordtennis under sommer-OL 2016 fandt sted 6. - 17. august og blev afviklet i den tredje pavillon i Riocentro.

## Format
Kvalifikationen til turneringen medførte at der maksimalt kunne deltage op til 172 spillere der kunne være fordelt med 86 spillere af hvert køn. Der er fire konkurrencer indenfor bordtennis ved de olympiske lege. Konkurrencerne var i single og holdkamp for begge køn. De to singleturneringer blev afviklet som elimineringsturneringer, hvor de seedede spillere trådte senere ind i turneringen end de useedede. I teamkonkurrencerne bestod hvert hold af tre spillere fra hver nation, og hver dyst bestod af fem kampe, hvor de fire var singler og en enkelt double. I single blev hver kamp spillet bedst af syv sæt med første spiller, der opnåede 11 points som vinder af sættet. I teamkonkurrencen blev der spillet bedst af fem sæt. 

## Medaljefordeling
| Placering | Land      | Guld | Sølv | Bronze | Total |
| --------- | --------- | ---- | ---- | ------ | ----- |
| 1         | Kina      | 4    | 2    | 0      | 6     |
| 2         | Japan     | 0    | 1    | 2      | 3     |
| 3         | Tyskland  | 0    | 1    | 1      | 2     |
| 4         | Nordkorea | 0    | 0    | 1      | 1     |
| Total     | Total     | 4    | 4    | 4      | 12    |

### Medaljevindere
| Event       | Guld                            | Sølv                                    | Bronze                                      |
| ----------- | ------------------------------- | --------------------------------------- | ------------------------------------------- |
| Herresingle | Ma Long                         | Zhang Jike                              | Jun Mizutani                                |
| Damesingle  | Ding Ning                       | Li Xiaoxia                              | Kim Song-i                                  |
| Team herrer | Zhang Jike Ma Long Xu Xin       | Koki Niwa Jun Mizutani Maharu Yoshimura | Timo Boll Dimitrij Ovtcharov Bastian Steger |
| Team damer  | Liu Shiwen Ding Ning Li Xiaoxia | Han Ying Petrissa Solja Shan Xiaona     | Ai Fukuhara Kasumi Ishikawa Mima Ito        |